# Sionka
Ścionka (sionka) – wąskie przejście między kamienicami, łączące place i ulice, ułatwiające komunikację w mieście, niegdyś zwiększające też bezpieczeństwo przeciwpożarowe. W gwarze skrzyszewskiej oznaczała zakamarek, zakątek i pochodziła od zdrobnienia słowa "ściana".